# شاغة مخزنية
الشَّاغَة المَخْزَنِيَّة  أو الشَّاغَة الصَّخْرِيَّة أو العَظْم المُتَشَابِك أو سمفوطن مخزنى أوأذن الحمار (الاسم العلمي: Symphytum officinale) هو نوع من النباتات يتبع جنس الشاغة من الفصيلة الحمحمية.
للنبتة أوراق خضراء عريضة ويغطيها وبر يسبب الحكة لليدين إذا لامستها. يصل طول جذورها إلى 61 سم 91 سم وتحتوي على العنصر اللفائي.

## موعد ازدهارها
في بداية الصيف حتى منتصفه وتنضج في أواخر الصيف.

## مكان تواجدها
تنمو في الحفر وبجانب مجاري المياه وايضا في الحقول الرطبة.